# A Favourite Nursery Scene
A Favourite Nursery Scene nebo A Favourite Domestic Scene je britský němý film z roku 1898. Režisérem je Robert W. Paul (1869–1943). Film trvá necelé 2 minuty a je dlouhý 24,38 m. Film měl premiéru v srpnu 1898.

## Děj
Matka ukládá dva své syny do postele a odchází. Vtom přijde do místnosti jejich sestra, která je na obličeji pošimrá prachovkou. Než se vzbudí, schová se sestra pod postel. Chlapci se začnou prát a začnou mezi sebou polštářovou bitvu. Situaci jde zklidnit matka, která oba hochy znovu uloží do postele. Při uklízení nepořádku si všimne, že se pod postelí skrývá dcera, kterou okamžitě vyvede z pokoje. 